# La Politique religieuse
La Politique religieuse est un livre du journaliste et homme politique français Charles Maurras publié en 1912. Maurras critique politiquement et philosophiquement la démocratie en confrontant cette idée avec la doctrine de l'Église catholique.

## Présentation
Dans La Politique religieuse, Maurras considère que « le catholicisme se dresse sur l'aire de vagabondage et du flottement intellectuel comme une haute et dure enceinte fortifiée ». Maurras rejoint l'opinion de Joseph de Maistre sur « son appréciation des bienfaits sociaux de la religion catholique et de la nécessité de l'Église et du Pape ». Maurras reprend l'idée développée par Joseph de Maistre dans son essai Du Pape selon laquelle les lois divines s'ajusteraient aux lois naturelles.

« Comme Joseph de Maistre montre, dans le premier chapitre de son traité Du Pape, que le privilège le plus choquant, le plus affreux, le plus sauvage du pontife romain, l'Infaillibilité, est aussi le partage de tout pouvoir constitué, qu'il soit de Stamboul ou de Londres, nous nous proposons de faire sentir que telle règle, comparable, en son apparence première, au brodequin des anciens juges tourmenteurs, n'est que l'application, la vérification très simple, très nécessaire et très légitime, d'un principe plus général tombant sous le sens propre et reçu par le sens commun. Cela n'ôte rien à l'originalité particulière de chaque règle. Et cela ne tend pas le moins du monde à en naturaliser ni moins encore à en laïciser la source. D'où que provienne cette loi, jaillie du ciel ou germée du sein de la terre, il est un trait par où elle s'ajuste à la nature humaine à laquelle elle est destinée. »

— Charles Maurras, La Politique religieuse
Cette conception de l'Église romaine et de ses enseignements en tant qu'exemple de hiérarchies et de valeurs sociales est développée dans trois ouvrages de Maurras : Le Dilemme de Marc Sangnier (1906), La Politique religieuse (1912) et L'Action française et la Religion catholique (1913). Ces trois ouvrages sont compilés dans La Démocratie religieuse publié en 1921.
L'analyse de Maurras oppose donc la démocratie avec les fondements doctrinaux de l'Église catholique. Maurras conclue même que la démocratie n'a pas de rapport avec la latinité : « Non, la démocratie, le libéralisme, l’esprit de la République, de la Révolution et de la Réforme n’ont rien de latin. Tout cela tire, en fait, son origine des forêts de Germanie ».
D'après Jacques Julliard, lorsque l'Action française désigne la République comme l'ennemi principal, « le catholicisme apparut comme l'auxiliaire indispensable ». L'objectif idéal était donc l'union de l'Église et de l'État mais ce dernier s'évertuait à en détruire les deniers liens existants par la conduite d'une politique anticléricale. Dès lors, l'alliance entre l'Action française et le catholicisme devenait une « transposition dans un régime républicain de l'union du trône et de l'autel ». Cette union ne pouvait se faire sur la base de la foi religieuse en vertu du fait qu'une partie des nationalistes intégraux étaient athées. L'alliance devait se faire autour d'objectifs communs : « la politique nationale, consistant dans l'aide que les forces religieuses pouvaient apporter aux forces politiques en action, et la politique religieuse, c'est-à-dire les privilèges que le nouveau régime accorderait à l'Église ».

## Réception
Le dominicain Thomas Pègues fait l'éloge de La Politique religieuse en commentant que l'ouvrage contenait « des pages qui resteront parmi les plus belles jamais écrites en hommage à l'Église catholique par ses admirateurs extérieurs » .
Le 20 décembre 1926, le pape Pie XI ordonne la rupture des catholiques avec l'Action française et publie le décret de la congrégation de l'Index du 29 janvier 1914 qui condamne sept œuvres de Maurras dont La Politique religieuse.